# Justin Gimelstob
Justin Gimelstob, né le 26 janvier 1977 à Livingston dans le New Jersey, est un ancien joueur de tennis professionnel américain.
Il est surtout connu pour son blog sur Sports Illustrated et parce qu'il est fiancé à Corina Morariu.
En 1998, il gagne l'Open d'Australie et Roland-Garros en double mixte avec Venus Williams.
En 2019, il fait parler de lui dans les médias après avoir été reconnu coupable d'une agression sur l'un de ses amis, et ce devant la femme de ce dernier. Il est condamné à trois ans de probation.

## Palmarès

### Finale en simple (1)
| No | Date       | Nom et lieu du tournoi                              | Catégorie   | Dotation  | Surface      | Vainqueur          | Score    |          |
| -- | ---------- | --------------------------------------------------- | ----------- | --------- | ------------ | ------------------ | -------- | -------- |
| 1  | 10-07-2006 | Campbell’s Hall of Fame Championships, Newport (RI) | Int' Series | 355 000 $ | Gazon (ext.) | Mark Philippoussis | 6-3, 7-5 | Parcours |

### Titres en double (13)
| No | Date       | Nom et lieu du tournoi                              | Catégorie    | Dotation  | Surface         | Partenaire        | Finalistes                        | Score          |          |
| -- | ---------- | --------------------------------------------------- | ------------ | --------- | --------------- | ----------------- | --------------------------------- | -------------- | -------- |
| 1  | 07-07-1997 | Miller Lite Hall of Fame Championships Newport (RI) | World Series | 255 000 $ | Gazon (ext.)    | Brett Steven      | Kent Kinnear Aleksandar Kitinov   | 6-3, 6-4       |          |
| 2  | 15-06-1998 | Tournoi de tennis de Nottingham Nottingham          | Int' Series  | 315 000 $ | Gazon (ext.)    | Byron Talbot      | Sébastien Lareau Daniel Nestor    | 7-5, 6-7, 6-4  |          |
| 3  | 01-03-1999 | Franklin Templeton Tennis Classic Scottsdale        | Int' Series  | 325 000 $ | Dur (ext.)      | Richey Reneberg   | Mark Knowles Sandon Stolle        | 6-4, 64-7, 6-3 |          |
| 4  | 26-04-1999 | AT&T Tennis Challenge Atlanta                       | Int' Series  | 325 000 $ | Terre (ext.)    | Patrick Galbraith | Mark Woodforde Todd Woodbridge    | 5-7, 7-6, 6-3  | Parcours |
| 5  | 14-06-1999 | Tournoi de tennis de Nottingham Nottingham          | Int' Series  | 325 000 $ | Gazon (ext.)    | Patrick Galbraith | Marius Barnard Brent Haygarth     | 5-7, 7-5, 6-3  | Parcours |
| 6  | 16-08-1999 | Legg Mason Tennis Classic Washington                | Series Gold  | 600 000 $ | Dur (ext.)      | Sébastien Lareau  | David Adams John-Laffnie de Jager | 7-5, 62-7, 6-3 | Parcours |
| 7  | 08-11-1999 | Kremlin Cup Moscou                                  | Int' Series  | 975 000 $ | Moquette (int.) | Daniel Vacek      | Andreï Medvedev Marat Safin       | 6-2, 6-1       |          |
| 8  | 14-02-2000 | Kroger St. Jude Memphis                             | Series Gold  | 700 000 $ | Dur (int.)      | Sébastien Lareau  | Jim Grabb Richey Reneberg         | 6-2, 6-4       | Parcours |
| 9  | 11-09-2000 | President’s Cup Tachkent                            | Int' Series  | 500 000 $ | Dur (ext.)      | Scott Humphries   | Marius Barnard Robbie Koenig      | 6-3, 6-2       |          |
| 10 | 29-09-2003 | AIG Japan Open Championships Tokyo                  | Series Gold  | 665 000 $ | Dur (ext.)      | Nicolas Kiefer    | Scott Humphries Mark Merklein     | 6-7, 6-3, 7-64 | Parcours |
| 11 | 13-09-2004 | China Open Pékin                                    | Int' Series  | 475 000 $ | Dur (ext.)      | Graydon Oliver    | Alex Bogomolov Taylor Dent        | 4-6, 6-4, 7-66 | Parcours |
| 12 | 27-09-2004 | Thailand Open Bangkok                               | Int' Series  | 525 000 $ | Dur (int.)      | Graydon Oliver    | Yves Allegro Roger Federer        | 5-7, 6-4, 6-4  | Parcours |
| 13 | 12-09-2005 | China Open Pékin                                    | Int' Series  | 475 000 $ | Dur (ext.)      | Nathan Healey     | Dmitri Toursounov Mikhail Youzhny | 4-6, 6-3, 6-2  | Parcours |

### Finales perdues en double (5)
| No | Date       | Nom et lieu du tournoi                             | Catégorie           | Dotation  | Surface      | Vainqueurs                        | Partenaire       | Score         |          |
| -- | ---------- | -------------------------------------------------- | ------------------- | --------- | ------------ | --------------------------------- | ---------------- | ------------- | -------- |
| 1  | 14-04-1997 | Japan Open Tennis Championships Tokyo              | Championship Series | 935 000 $ | Dur (ext.)   | Martin Damm Daniel Vacek          | Patrick Rafter   | 2-6, 6-2, 7-6 |          |
| 2  | 10-04-2000 | Galleryfurniture.com Tennis Challenge Atlanta      | Int' Series         | 350 000 $ | Terre (ext.) | Ellis Ferreira Rick Leach         | Mark Knowles     | 6-3, 6-4      | Parcours |
| 3  | 01-05-2000 | US Men's Clay Court Championship Orlando           | Int' Series         | 325 000 $ | Terre (ext.) | Leander Paes Jan Siemerink        | Sébastien Lareau | 6-3, 6-4      | Parcours |
| 4  | 22-07-2002 | Mercedes-Benz Cup Los Angeles                      | Int' Series         | 375 000 $ | Dur (ext.)   | Sébastien Grosjean Nicolas Kiefer | Michaël Llodra   | 6-4, 6-4      | Parcours |
| 5  | 10-07-2006 | Campbell’s Hall of Fame Championships Newport (RI) | Int' Series         | 355 000 $ | Gazon (ext.) | Robert Kendrick Jürgen Melzer     | Jeff Coetzee     | 7-63, 6-0     | Parcours |

### Titres en double mixte (2)
| No | Date       | Nom et lieu du tournoi    | Catégorie | Dotation    | Surface      | Partenaire     | Finalistes                | Score    |          |
| -- | ---------- | ------------------------- | --------- | ----------- | ------------ | -------------- | ------------------------- | -------- | -------- |
| 1  | 19/01/1998 | Australian Open Melbourne | G. Chelem | 3 140 107 $ | Dur (ext.)   | Venus Williams | Helena Suková Cyril Suk   | 6-2, 6-1 | Parcours |
| 2  | 25/05/1998 | Roland-Garros Paris       | G. Chelem | 5 026 607 $ | Terre (ext.) | Venus Williams | Serena Williams Luis Lobo | 6-4, 6-4 | Parcours |

## Parcours dans les tournois duGrand Chelem

### En simple
| Année | Open d'Australie | Open d'Australie | Internationaux de France | Internationaux de France | Wimbledon       | Wimbledon      | US Open         | US Open       |
| ----- | ---------------- | ---------------- | ------------------------ | ------------------------ | --------------- | -------------- | --------------- | ------------- |
| 1995  | —                | —                | —                        | —                        | —               | —              | 2e tour (1/32)  | R. Krajicek   |
| 1996  | —                | —                | —                        | —                        | —               | —              | —               | —             |
| 1997  | 1er tour (1/64)  | E. Ran           | —                        | —                        | 2e tour (1/32)  | M. Stich       | 3e tour (1/16)  | W. Ferreira   |
| 1998  | 1er tour (1/64)  | S. Campbell      | —                        | —                        | 2e tour (1/32)  | M. Woodforde   | 1er tour (1/64) | W. Black      |
| 1999  | 2e tour (1/32)   | M. Tillström     | 1er tour (1/64)          | F. Meligeni              | 1er tour (1/64) | J. Knippschild | 3e tour (1/16)  | A. Agassi     |
| 2000  | —                | —                | 1er tour (1/64)          | M. Kratochvil            | 3e tour (1/16)  | P. Sampras     | 2e tour (1/32)  | P. Sampras    |
| 2001  | 1er tour (1/64)  | C. Rochus        | —                        | —                        | —               | —              | 2e tour (1/32)  | G. Ivanišević |
| 2002  | —                | —                | —                        | —                        | —               | —              | 2e tour (1/32)  | A. Agassi     |
| 2003  | 1er tour (1/64)  | Y. El Aynaoui    | 1er tour (1/64)          | M. Puerta                | 3e tour (1/16)  | J. Björkman    | 1er tour (1/64) | D. Hrbatý     |
| 2004  | —                | —                | —                        | —                        | —               | —              | —               | —             |
| 2005  | 1er tour (1/64)  | G. Gaudio        | —                        | —                        | 3e tour (1/16)  | L. Hewitt      | 1er tour (1/64) | M. Mirnyi     |
| 2006  | 1er tour (1/64)  | M. Baghdatís     | 1er tour (1/64)          | A. Falla                 | 2e tour (1/32)  | I. Ljubičić    | 2e tour (1/32)  | D. Ferrer     |
| 2007  | —                | —                | 1er tour (1/64)          | N. Almagro               | 1er tour (1/64) | A. Roddick     | 1er tour (1/64) | A. Roddick    |

N.B. : à droite du résultat se trouve le nom de l'ultime adversaire.

### En double
| Année | Open d'Australie           | Open d'Australie            | Internationaux de France     | Internationaux de France  | Wimbledon                  | Wimbledon             | US Open                         | US Open                    |
| ----- | -------------------------- | --------------------------- | ---------------------------- | ------------------------- | -------------------------- | --------------------- | ------------------------------- | -------------------------- |
| 1995  | —                          | —                           | —                            | —                         | —                          | —                     | 1er tour (1/32) S. Humphries    | K. Flach K. Jones          |
| 1996  | —                          | —                           | —                            | —                         | —                          | —                     | 1er tour (1/32) S. Muškatirović | P. Galbraith T. Henman     |
| 1997  | —                          | —                           | 1er tour (1/32) B. Black     | N. Broad P. Norval        | 2e tour (1/16) B. Black    | J. Björkman N. Kulti  | 2e tour (1/16) C. Woodruff      | T. Kronemann D. Macpherson |
| 1998  | 1/4 de finale B. MacPhie   | M. Bhupathi L. Paes         | 1er tour (1/32) B. MacPhie   | J. Björkman P. Rafter     | 1/4 de finale B. MacPhie   | W. Black S. Lareau    | 2e tour (1/16) J. Stark         | M. Knowles D. Nestor       |
| 1999  | 1er tour (1/32) B. MacPhie | N. Kulti M. Tillström       | 1er tour (1/32) P. Galbraith | F. Meligeni J. Oncins     | 1/8 de finale P. Galbraith | M. Bhupathi L. Paes   | 1/8 de finale R. Reneberg       | M. Bhupathi L. Paes        |
| 2000  | —                          | —                           | 1er tour (1/32) M. Knowles   | J.-R. Lisnard O. Patience | 1/8 de finale M. Knowles   | E. Ferreira R. Leach  | 1er tour (1/32) M. Knowles      | A. O'Brien J. Palmer       |
| 2001  | 1/2 finale S. Humphries    | B. Black D. Prinosil        | —                            | —                         | —                          | —                     | 1er tour (1/32) A. O'Brien      | B. Black J. Stark          |
| 2002  | 1er tour (1/32) J. Stark   | L. Arnold Ker G. Cañas      | —                            | —                         | 1er tour (1/32) T. Shimada | J. Knowle M. Kohlmann | 2e tour (1/16) J. Tarango       | B. MacPhie N. Zimonjić     |
| 2003  | —                          | —                           | 1er tour (1/32) D. Adams     | L. Paes D. Rikl           | 2e tour (1/16) D. Adams    | M. Llodra F. Santoro  | 1er tour (1/32) N. Zimonjić     | T. Cibulec P. Vízner       |
| 2004  | —                          | —                           | —                            | —                         | 1/4 de finale S. Humphries | M. Knowles D. Nestor  | 1/8 de finale G. Oliver         | M. Knowles D. Nestor       |
| 2005  | 1er tour (1/32) G. Oliver  | C. Haggard R. Koenig        | —                            | —                         | 1er tour (1/32) B. MacPhie | C. Suk P. Vízner      | 1er tour (1/32) M. Hood         | V. Hănescu R. Sabău        |
| 2006  | 1/4 de finale A. Fisher    | M. Fyrstenberg M. Matkowski | 1er tour (1/32) J. Coetzee   | A. Pavel A. Waske         | 2e tour (1/16) W. Arthurs  | J. Erlich A. Ram      | 2e tour (1/16) W. Arthurs       | P. Goldstein J. Thomas     |
| 2007  | —                          | —                           | 1er tour (1/32) R. Kendrick  | M. Melo A. Sá             | 2e tour (1/16) W. Arthurs  | C. Kas A. Peya        | 1/8 de finale A. Delić          | M. Knowles D. Nestor       |

N.B. : le nom du ou de la partenaire se trouve sous le résultat ; le nom des ultimes adversaires se trouve à droite.

### En double mixte
N.B. : le nom de la partenaire se trouve sous le résultat ; le nom des ultimes adversaires se trouve à droite.